# ميغيل سيرانو
ميغيل سيرانو (بالإسبانية: Miguel Serrano) هو دبلوماسي وكاتب تشيلي، ولد في 10 سبتمبر 1917 في سانتياغو في تشيلي، وتوفي بنفس المكان في 28 فبراير 2009.

## وصلات خارجية
- ميغيل سيرانو على موقع ميوزك برينز (الإنجليزية)
- ميغيل سيرانو على موقع ديسكوغز (الإنجليزية)